# Damo
Damo (em grego: Δαμώ, 535 a.C. - 475 a.C.) foi uma matemática grega da Escola Pitagórica.

## Vida e obra
Damo era filha de Pitágoras e Teano. De acordo com Jâmblico, Damo se casou com Meno the Crotonian.
Diz-se que ela publicou os trabalhos de seu pai sobre geometria e a construção de um cubo. Quando a escola pitagórica fechou, ela foi para Atenas e com a ajuda de Timáridas e Filolau publicou as obras do pai. Ela citada por Gemino, Jâmblico e Diógenes Laércio. A principal obra sua é Uma conta de Pitágoras: Geometria avançada.